# Бетоноза
Бетоноза (пол. Betonoza) — термін, що застосовується до громадських просторів, де бетон та/або бетонні вироби були використані в надмірній кількості, часто з видаленням міських зелених насаджень і, відповідно, їхніх переваг для міста (напр., затінення, зниження температури).
Термін ввів Якуб Мадрас, а популяризував його Ян Менцвель, який під час червневої спеки 2019 року почав публікувати у Твіттері фотографії міських ринків, де зелені насадження були замінені бетоном у рамках ревіталізації (це стосується і природних пам'яток). Перша частина слова асоціюється з бетоном як протилежністю природи, а друга — з назвами хвороб (наприклад, атеросклероз).
Поза межами медійного простору термін також присутній в експертному та науковому дискурсі.